# Viktor Kaplun
Viktor Hryhorovyč Kaplun (in ucraino Віктор Григорович Каплун?, in russo Виктор Григорьевич Каплун?, Viktor Grigor'evič Kaplun; Zaporižžja, 5 maggio 1958) è un ex calciatore sovietico dal 1991 ucraino, di ruolo difensore.

## Carriera

### Club
Ha giocato nella prima divisione sovietica.

### Nazionale
Ha partecipato ai Mondiali Under-20 del 1977 ed agli Europei Under-21 del 1980, entrambi vinti dalla sua nazionale. Il 4 dicembre 1980 ha giocato la sua unica partita in carriera in nazionale maggiore, ovvero un incontro amichevole pareggiato per 1-1 sul campo dell'Argentina.

## Statistiche

### Cronologia presenze e reti in nazionale
| Cronologia completa delle presenze e delle reti in nazionale ― Unione Sovietica | Cronologia completa delle presenze e delle reti in nazionale ― Unione Sovietica | Cronologia completa delle presenze e delle reti in nazionale ― Unione Sovietica | Cronologia completa delle presenze e delle reti in nazionale ― Unione Sovietica | Cronologia completa delle presenze e delle reti in nazionale ― Unione Sovietica | Cronologia completa delle presenze e delle reti in nazionale ― Unione Sovietica | Cronologia completa delle presenze e delle reti in nazionale ― Unione Sovietica | Cronologia completa delle presenze e delle reti in nazionale ― Unione Sovietica |
| Data                                                                            | Città                                                                           | In casa                                                                         | Risultato                                                                       | Ospiti                                                                          | Competizione                                                                    | Reti                                                                            | Note                                                                            |
| ------------------------------------------------------------------------------- | ------------------------------------------------------------------------------- | ------------------------------------------------------------------------------- | ------------------------------------------------------------------------------- | ------------------------------------------------------------------------------- | ------------------------------------------------------------------------------- | ------------------------------------------------------------------------------- | ------------------------------------------------------------------------------- |
| 04/12/1980                                                                      | Mar del Plata                                                                   | Argentina                                                                       | 1 – 1                                                                           | Unione Sovietica                                                                | Amichevole                                                                      | -                                                                               |                                                                                 |
| Totale                                                                          |                                                                                 | Presenze                                                                        | 1                                                                               |                                                                                 | Reti                                                                            | 0                                                                               |                                                                                 |

## Palmarès

### Club

#### Competizioni nazionali
- Campionato sovietico: 2

Dinamo Kiev: 1980, 1981
- Coppa dell'Unione Sovietica: 1

Dinamo Kiev: 1978

### Nazionale
- Campionato mondiale Under-20: 1

Tunisia 1977